# Чъла-Намдо
Чъла-Намдо (на корейски: 전라 남도) е провинция в югозападната част на Южна Корея. Чъла-Намдо е с население от 1 994 287 жители (2000 г.) и обща площ от 11 858 км². Град Муан е административен център на провинцията. Чъла-Намдо е основана през 1896 г. и в нея са разположени 5 града.